# Georg Elser
Johann Georg Elser (ur. 4 stycznia 1903 roku w Hermaringen, zabity 9 kwietnia 1945 w Dachau) – niemiecki stolarz, socjalista i przeciwnik nazizmu, jeden z najbardziej znanych samotnych zamachowców na Adolfa Hitlera.

## Życiorys
Pochodził z niezamożnej rodziny. Edukację zakończył na szkole podstawowej. Terminował jako czeladnik stolarski, pracował też w pracowni zegarmistrzowskiej, gdzie nabył umiejętność konstruowania mechanizmów zegarowych, co wykorzystał do przygotowania bomby do zamachu na Adolfa Hitlera po wybuchu II wojny światowej.

### Zamach na Adolfa Hitlera, 8 listopada 1939
Po ataku na Polskę, Hitler, wówczas naczelny dowódca Wehrmachtu, nie zrezygnował z ceremonialnych uroczystości partyjnych, do których należały coroczne spotkania 8 listopada w Piwnicy Mieszczańskiej (Bürgerbräukeller) w Monachium ku czci poległych towarzyszy z ruchu narodowosocjalistycznego oraz marszu na Feldherrenhalle. 8 listopada 1939 roku o 20.00 Hitler przybył do Piwnicy Mieszczańskiej i wygłosił przemówienie. Mimo aplauzu zebranych i wbrew swoim zwyczajom skrócił o 30 minut swoje wystąpienie i już o 21:00 opuścił lokal, gdyż spieszył się do Berlina, gdzie przygotowywano atak na Francję i Wielką Brytanię. W 20 minut później Piwnicą Mieszczańską wstrząsnął wybuch, załamał się filar i runął sufit sali biesiadnej w pobliżu podium, na którym chwilę wcześniej zakończył przemówienie Hitler. Spod rumowiska wyciągnięto 8 ciał i ponad 60 rannych.
Zamachowca Georga Elsera ujęto przypadkowo na granicy niemiecko-szwajcarskiej w okolicy Jeziora Bodeńskiego, gdy próbował opuścić Niemcy, jeszcze zanim nastąpił wybuch. Został zatrzymany przez straż graniczną z Konstancji. Rewizja bagaży Elsera wykazała, że zawierały one dane dotyczące bomb i materiałów wybuchowych, detale metalowe oraz widokówkę Piwnicy Mieszczańskiej z zaznaczonymi na niej niektórymi elementami konstrukcji. Nieco dziwne wydaje się, że Elser zatrzymał tego rodzaju dowody przy sobie. To przez nie stał się głównym podejrzanym o dokonanie zamachu w Monachium.
Gestapo w Monachium rozpoczęło niezwłocznie śledztwo, które jednak na polecenie Heinricha Himmlera przejął Główny Urząd Bezpieczeństwa Rzeszy (niem. Reichssicherheitshauptamt) w Berlinie. Himmler podejrzewał, że Elser nie działał w pojedynkę. Ponieważ w nocy z 8 na 9 listopada 1939 roku w holenderskiej miejscowości Venlo oddział specjalny SS uprowadził dwóch oficerów wywiadu brytyjskiego kpt. Besta i mjr. Stevensa (tzw. incydent w Venlo), zaczęto snuć podejrzenia, że Elser działał z polecenia brytyjskich służb specjalnych. Sądzono też, że zamach mógł być zemstą Ottona Strassera za śmierć jego brata Gregora. Nie rozstrzygnięto jednak, czy Himmler faktycznie podejrzewał brytyjskie służby specjalne i Ottona Strassera o współudział w zamachu, czy też chodziło mu jedynie o pozyskanie odpowiedniego materiału dla propagandy hitlerowskiej.
Wątpliwości budzi przygotowanie zamachu w pojedynkę. Możliwe zatem, że współpracowały z Elserem osoby wtajemniczone, które umożliwiły mu pozostawanie w Piwnicy Mieszczańskiej po zamknięciu lokalu (w godzinach nocnych). W tym czasie wydrążył on otwór w głównej kolumnie (usuwając za każdym razem ślady swojej działalności), po czym umieścił w nim i zamaskował bombę zegarową własnej konstrukcji, nie budząc niczyjego podejrzenia. Śledztwo prowadzone przez SS, połączone z torturami, nie ujawniło jednak współsprawców zamachu. Elsera do końca wojny osadzono w obozach koncentracyjnych Sachsenhausen i Dachau, a ostatecznie zgładzono go 9 kwietnia 1945.

### Kontrowersje

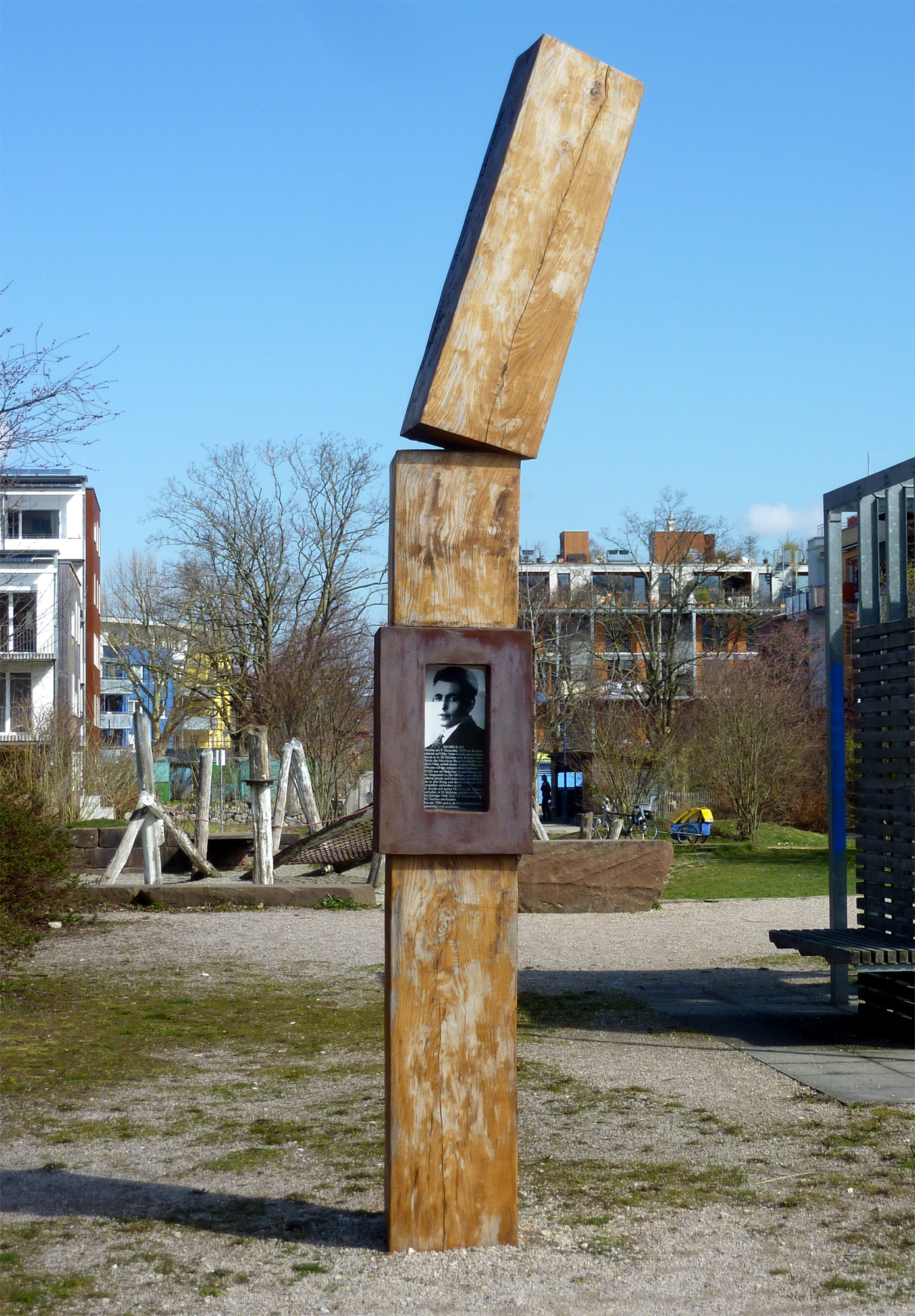
Pomnik w dzielnicy Vauban we Fryburgu Bryzgowijskim.

Niemiecki teolog protestancki Martin Niemöller twierdził, że od współwięźnia w obozie koncentracyjnym usłyszał, że rzekomo Elser był członkiem SS, a zamach miałby być dziełem nazistów. Jeden z programów Bogusława Wołoszańskiego „Sensacje XX wieku" w odcinku pt. „Pojedynek w Venlo" wysunął hipotezę, że zamach był intrygą Heinricha Himmlera, który chciał przejąć władzę po Hitlerze. A dzień po zamachu (czyli 9 listopada 1939) w przygranicznej miejscowości Venlo miało dojść do porozumienia między SS a brytyjskim wywiadem. Lecz po nieudanym zamachu Himmler postanowił zatrzeć wszystkie ślady i przerwać rozmowy z Brytyjczykami. Dopiero pod koniec wojny Himmler ponowił znów kontakt.

## Upamiętnienia
W Monachium jedna z sal koncertowych upamiętnia jego imię. W dzielnicy Fryburga Bryzgowijskiego Vauban jest ulica jego imienia – Georg-Elser-Straße, a na pobliskim skwerze poświęcony jego pamięci pomnik w formie drewniano-żelaznej steli.